# Monasterio de San Pedro de Graudescales
El monasterio de San Pedro de Graudescales (en catalán: monestir de Sant Pere de Graudescales) es una iglesia románica situada en la falda  de la sierra de Busa a orillas del pequeño río Aigua de Ora, se encuentra solitaria en medio de un paraje de gran belleza natural, pertenece al municipio de Navés de la provincia de Lérida (España). La iglesia es el único edificio que queda de un antiguo monasterio de monjes benedictinos.

## Arquitectura

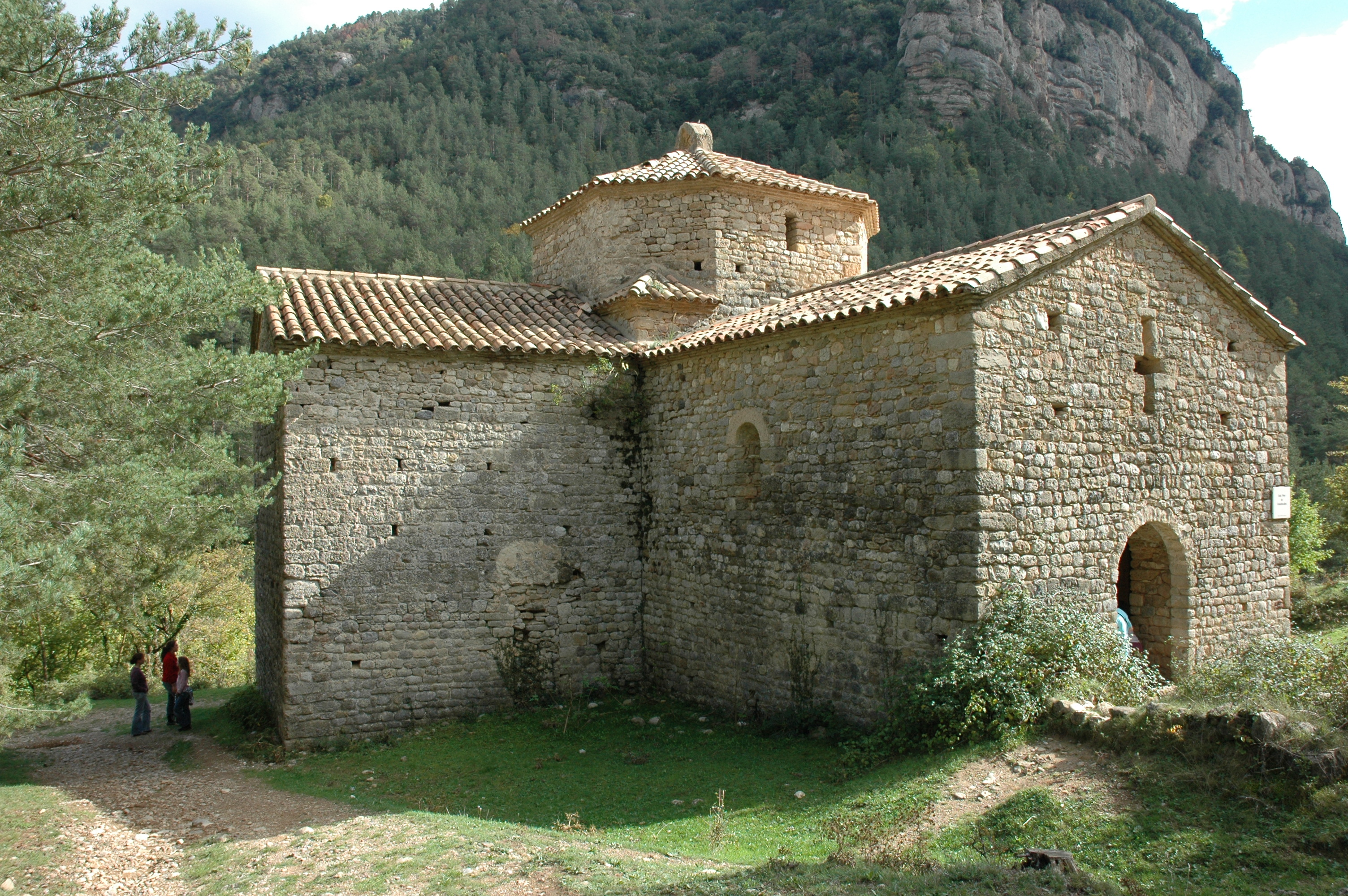
Puerta oeste

El edificio consta de una sola nave con planta de cruz latina. La nave y el transepto están cubiertos con bóvedas de cañón de medio punto de la misma altura y perpendiculares la una con la otra. Sobre unos arcos de refuerzo se alza una cúpula. En la parte del levante de la nave se acaba con un ábside y en los dos brazos del transepto se encuentras las correspondientes absidiolas.
Tiene tres puertas, una en los pies de la nave y dos en el transepto una a cada lado hacia el sur y hacia el norte. Hay una ventana cruciforme sobre la entrada principal y dos en el ábside asimétricas una en un lado y la otra en el centro también tiene una ventana cada absidiola. Todas son de doble alféizar. Los ábsides presentan en su parte exterior una decoración con arcuaciones lombardas.
La cúpula, que forma un cimborio tiene una forma ochavada con un cuerpo prismático de base cuadrada que corresponden a las trompas interiores.

## Historia
El monasterio fue consagrado en el año 913 y en el 960 se erigió como monasterio de los benedictinos. El templo actual se construyó en el siglo XII. La comunidad benedictina fue decayendo durante el siglo XIII y desapareció para el culto en el año 1504. Hacia el 1680 se derrumbó la parte de poniente de la nave, lo que obligó a una reconstrucción del muro cerca del crucero para aislar la parte siniestrada de la que aún se encontraba en buen estado. El retablo de San Pedro fue traslado a la parroquia de Busa, la iglesia quedó abandonada y casi en ruinas.
En la década de los sesenta del siglo XX, se restauró la iglesia y se llevó a cabo el estudio de las ruinas del monasterio. Hacia 1980 hubo una nueva restauración, se eliminaron los restos de construcciones anexas del monasterio que tapaban el conjunto.